# Cenacolo di Montauto
Il Cenacolo di Montauto è un convento francescano costruito nel Cinquecento ad Anghiari, in provincia di Arezzo.

## Storia e descrizione
Sorge a quota 494 m.s.l.m, composto da una cappella gentilizia e da una chiesa, entrambe dedicate a San Francesco Stigmatizzato. Il complesso è stato fondato da Federico Barbolani, dei conti di Montauto. La tradizione sostiene che nel 1224 San Francesco, di ritorno dalla Verna, sostò al Castello di Montauto dove lasciò il saio insanguinato dalle stigmate, che fu poi successivamente trafugato e portato a Firenze nella chiesa di Ognissanti. Nel 2001 è stato riportato alla Verna. Attualmente al Cenacolo vi è una reliquia di quel saio (un pezzetto di stoffa).
La chiesa fu consacrata nel 1578, è di forma rettangolare con presbiterio rialzato coperto da soffitto a volta, mentre la navata ha una copertura lignea. L'interno ad aula unica presenta 3 cappelle laterali, cripta e coro. Presenta una facciata caratterizzata da un oculo sopra il portale, che illumina l'’interno, ai lati si dispongono due loggette uguali che separano la chiesa dal Cenacolo.
Nel XVII secolo fu soppresso per alcuni anni durante la dominazione francese della Toscana, la presenza dei Cappuccini fu tuttavia continua fino al 1956, data in cui fu abbandonato. Attualmente appartiene alle Suore di Nostra Signora del Ritiro al Cenacolo, alle quali fu affidato nel 1960 dal vescovo di Sansepolcro mons. Domenico Bornigia che vi fondò la casa per esercizi spirituali tuttora in attività.